# Yummy
 (janvier 2020).
Pour les articles homonymes, voir Yummy.
Singles par Justin Bieber
10,000 Hours
(2019)
Yummy est une chanson du chanteur canadien Justin Bieber. 
Elle est sortie le 3 janvier 2020, avec une vidéo pour les paroles, par le label Def Jam comme premier extrait de son cinquième album studio à venir. La chanson est le premier single solo de l'artiste à sortir en trois ans. Justin Bieber a notamment rejoint le service de partage de vidéo du réseau social TikTok le jour de la sortie de la chanson. La chanson a reçu des commentaires mitigés de critiques musicaux, certains louant le son R&B de la chanson, mais rejetant les paroles. Son vidéoclip officiel a été réalisé par Bardia Zeinali est sorti le 4 janvier 2020. Il montre Justin Bieber avec des cheveux roses lors d'un dîner dans un restaurant chic.

## Contexte et promotion
Le 23 décembre 2019, Bieber annonce sur les réseaux sociaux la sortie de son titre Yummy, en affichant une photo de lui-même devant un piano accompagné de deux publications avec la légende suivante : « demain ». Le jour suivant, il a annoncé le single via une bande-annonce qu'il a envoyé sur Youtube, le montrant marchant à travers une station d’essence abandonnée,. La bande-annonce sert également d'annonce pour sa tournée nord-américaine à venir à partir du 14 mai 2020, ainsi que d'un documentaire couvrant « toutes les histoires différentes ». 
Le jour de la sortie de Yummy, Bieber a rejoint TikTok et a publié une vidéo de sa synchronisation labiale avec la chanson, et a encouragé ses fans à en faire de même. Quatre jours plus tard, Bieber a publié des éditions limitées autographiées de Yummy, y compris une cassette, un disque photo de sept pouces, six CD et cinq disques vinyles de sept pouces uniques, disponibles pour seulement 24 heures. Bieber a publié cinq vidéos de musique supplémentaires pour la chanson, ces vidéos sont intitulées : Animated Version, X drew house, Animated Version, Beliebers React, Fan Lip Sync et Food Fight, et a lancé un jeu en ligne officiel Yummy.

## Composition
Yummy est un « simple numéro de R&B » qui se déplace sur les beats pop-trap,. La chanson contient une « ligne de basse et plinking clavier ». Bieber rappe le pré-refrain, alors qu’il frappe sa signature « fausset » durant le pont. Bryan Rolli du magazine Forbes a qualifié le refrain de « séduisant », bien qu'« insignifiant ». La chanson est considérée comme une ode à la femme de Bieber, Hailey,.

## Performance commerciale
Aux États-Unis, Yummy fait ses débuts au numéro deux sur le tableau Billboard Hot 100, derrière The Box de Roddy Ricch, devenant le deuxième single consécutif de Bieber en tant qu'artiste principal à ses débuts à la deuxième place, après I Don’t Care, derrière Old Town Road par Lil Nas X en duo avec Billy Ray Cyrus.
Sur le UK Singles Chart, la piste a débuté au numéro 5, devenant son premier single à ne pas faire ses débuts dans le top 3 du graphique depuis One Time le premier single de son premier EP, My World. Yummy a également débuté dans le top 10 en Irlande, où il a atterri au numéro 8, ainsi que le numéro 16 en Écosse. Il a également commencé dans le top 20 des autres pays européens, en étant numéro 7 aux Pays-Bas, numéro 10 en Italie et numéro 15 en Allemagne.
En Océanie, la chanson a débuté au numéro 8 en Australie, devenant son score le plus bas depuis One Time, mais elle a réussi en Nouvelle-Zélande, où elle a atterri au numéro 2.

## Réception critique
La chanson a reçu des critiques musicales. Rania Aniftos du Billboard dit que Yummy ramène « le Bieber flirteur qui nous avait manqué et qui était attendu », décrivant le refrain comme accrocheur. Bryan Rolli, écrivant pour Forbes, a déclaré que la chanson de Bieber « vient du cœur » et a noté, bien que « les paroles peuvent ne pas inviter à une analyse savante ... Bieber est sûr que les chanter sonne bien ». Rolli a conclu en appelant la chanson une « victoire, un coup de carte inévitable » et a estimé qu'il est « sûr de sonner encore mieux quand 50 000 fans crieront tous les soirs sur sa prochaine tournée »[réf. nécessaire].
Mikael Wood, du Los Angeles Times, a décrit la chanson comme « un petit numéro de R&B qui rappelle un peu le classique Pony du milieu des années 90 de Ginuwine et essentiellement trois minutes et demie de sex talk PG-13 apparemment dirigé contre Hailey Baldwin ». Il a déclaré que « bien que ce soit très mignon, Yummy se sent terriblement léger pour un single qui a autant accroché que celui-ci » et a ajouté que la chanson « perd beaucoup de sa saveur après seulement quelques tours »[réf. nécessaire].
Brad Callas du magazine Complex a classé Yummy parmi la meilleure nouvelle musique de la semaine et a déclaré que le « retour au R&B de Bieber est rafraîchissant pour ceux qui étaient fans de son projet de 2013, Journals ». Callas a également fait remarquer que les voix soyeuses rappellent parfois la collaboration de Bieber en 2016 avec Post Malone, Deja Vu. Sam Moore de NME a complimenté la production de R&B de la chanson, mais a rejeté les paroles, qu'il a qualifié de « tentatives échouées »[réf. nécessaire]. Il a estimé que les producteurs de la chanson Poo Bear, Kid Culture et Sasha Sitora ont opté pour un « minimalisme avec leur choix d'instrumentation, mélange de touches aérées avec des rythmes pop-rap et une vue évidente de créer quelque chose d'aussi universel que Hotline Bling de Drake et Feel Like Summer de Childish Gambino »[réf. nécessaire]. Moore a aussi écrit que les paroles et les harmonies superposées de Bieber sont « capables de glisser sans effort  - c'est juste une honte qu'il n'ait pas plus à dire avec elles » et que le « ton amoureux de ce titre, est peut-être une ode effrontément évidente à sa femme, mais l'approche R&B de Bieber pour faire passer le message n'est pas complètement un échec ».
Eric Torres de Pitchfork a critiqué la chanson pour être « sans vergogne conçue pour la durée d'attention tronquée de TikTok » et « une coquille sans âme d'une chanson R&B paralysée par des paroles idiotes et un fond fatigué, syncopé »[réf. nécessaire]. Il a de plus écrit que la chanson « atteint un plateau dès qu'elle commence, et ne va jamais plus loin, que la répétition puérile de yummy-yum dans son refrain »[réf. nécessaire].
Dans Le Guardian, Ben Beaumont-Thomas a écrit que Yummy « voudrait devenir virale » sur TikTok, en le comparant à des chansons virales sur l'application de lip-sync comme Roxanne de Arizona Zervas, Stupid de Ashnikko et Ride It de Regard ; et que « une génération issue d’une cyberculture très sophistiquée et multicouches peut détecter des conneries à un kilomètre de distance : elle a tellement envie de devenir virale qu’elle ne le sera presque certainement pas ». 
Petridis a souligné « le placement sans vergogne de sa marque de streetwear Drew House », « l'utilisation de piège ebonics qui fait grincer des dents », « l'utilisation de paroles simplistes pour parler de plaisir sexuel » et « le refrain semble conçu uniquement pour les Génération Z en pantalon de yoga pour mettre du Euterpe oleracea dans leur bouche tout en imitant le mot yummy ». Il a conclu en déclarant que Bieber « n'a pas besoin de la viralité de TikTok, mais en a soif de pertinence pop-culturelle – et que le désespoir est, maladroitement, conçu contre la béatitude matrimoniale fondée spirituellement sur son image actuelle »[réf. nécessaire].

## Clip
Le vidéoclip de Yummy a été réalisé par Bardia Zeinali et créé le 4 janvier 2020. Dans la vidéo, le réalisateur représente Justin Bieber avec les cheveux roses à un dîner dans un restaurant gastronomique, où il mange divers plats colorés avec des invités. La vidéo a recueilli 8,4 millions de visionnages au cours de ses premières 24 heures, devenant ainsi son deuxième plus grand début, dans la même plage horaire, sur la plate-forme de ses 5 singles de tête.

## Controverses
Justin Bieber a reçu des critiques pour sa promotion jugée excessive de Yummy au cours de la semaine de sortie de la chanson : elle comprenait la sortie de variantes de CD autographiés, sept vidéos différentes pour la chanson, le lancement d'un officiel jeu Yummy, ainsi que des interactions avec des fans en ligne, Bieber leur demandant d’acheter la chanson, accompagné de son manager, Scooter Braun, encourageant, lui aussi, les fans à acheter en masse la chanson.
Bieber a reçu des réactions négatives pour des tentatives de manipulation des services de streaming, beaucoup[Qui ?] le qualifiant de « désespéré » et de « privilégié », à cause de ses tentatives pour hisser à son lancement la chanson au numéro 1 sur la carte Billboard Hot 100, alors que le titre de Roddy Ricch The Box occupait le premier rang.
Au cours d'une session live Instagram, Bieber a demandé à ses fans de diffuser et d'acheter Yummy sur iTunes, et a fait un post intitulé « Comment rendre Yummy  #1 », détaillant les instructions pour aider la chanson à devenir hit numéro 1 sur le graphique. Ces instructions comprenaient l'achat de la chanson plusieurs fois sur le site Web de Bieber et iTunes, la création d’une playlist Spotify composée uniquement de Yummy, l'écoute en boucle de la chanson sur une plateforme de streaming (ex : YouTube) à faible volume, et pour les fans en dehors des États-Unis de télécharger une application Réseau privé virtuel, et de définir leur point de connexion aux États-Unis pour gonfler les flux américains de Bieber. Cependant, Yummy a débuté seulement au numéro 2 sur le tableau Billboard Hot 100, privée de la place numéro 1 par la chanson The Box.

## Crédits et personnel
Crédits adaptés de Tidal.
- Justin Bieber – chant, composition
- Poo Bear – production, composition
- Kid Culture – production
- Sasha Sirota – production, composition
- Ashley Boyd – composition
- Daniel Hackett – composition
- Elijah Marrett-Hitch – assistant mixage
- Chenao Wang – assistant enregistrement ingénierie
- Chris TEK O'Ryan – ingénierie
- Josh Gudwin – ingénierie, mixage, production vocale
- Colin Leonard – master ingénierie